# Туру Алты

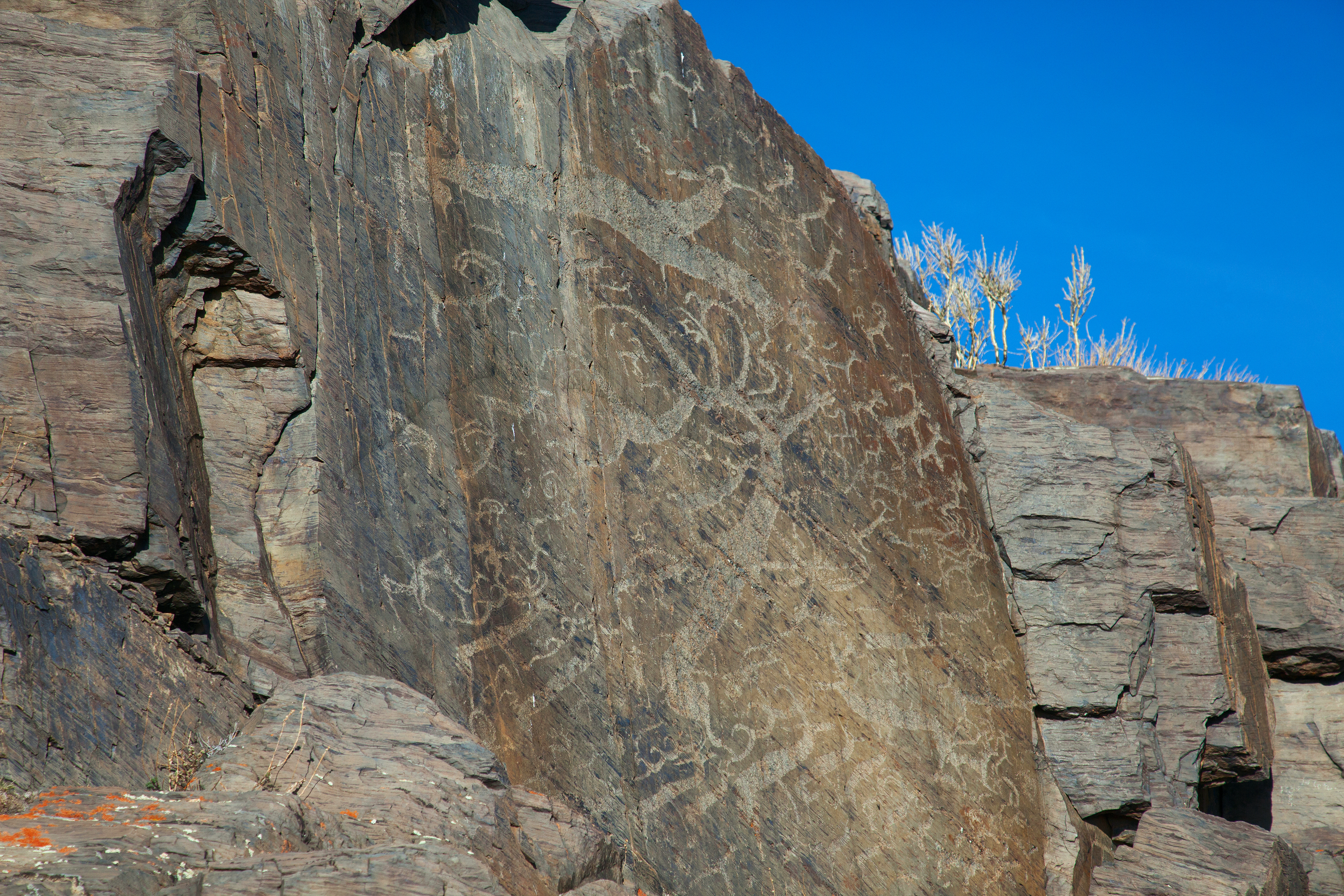
Центральная композиция

Туру Алты — культовый комплекс, древнее святилище эпохи бронзы расположенное на правом берегу реки Бар-Бургазы в Кош-Агачский районе Республики Алтай.

## История исследования
Первые научные исследования комплекса были проведены В. Д. Кубаревым в 1970-е годы. В 1992—1993 годах комплекс изучался российско-американской экспедицией с участием таких учёных, как американский археолог Э. Якобсон и японский исследователь Т. Масумото. Археологические раскопки производились В. Д. Кубаревым. В 1978 году был раскопан пазырыкский могильник Барбургазы I, так же был исследован раннесредневековой ксенотаф и тюркская оградка той же эпохи.
В 1995 и 2003 комплекс исследовался Саяно-Алтайской экспедиция Государственного Эрмитажа под руководством Л. С. Марсадолова. Копирование петроглифов в 2006—2008 году осуществлялась экспедицией под руководством А. И. Мартынова.В 2014—2015 году проводились совместные работы Горно-Алтайского университета и Гентского университета (Бельгия). Целью исследования было картографирование местности и сплошная фиксация объектов, для получения цифровой модели комплекса.

## Описание комплекса
Объекты культового комплекса расположены у подножия невысокого вытянутого в широтном направлении холма, на его террасах-уступах и на самой вершине, представляющей из себя сланцевые выходы. В состав комплекса входят: курганные могильники, стелы в оградках, керексуры, гигантские восьмикаменные кольца, древнетюркские оградки с изваяниями и наскальные рисунки. Весь комплекс зонируется четырьмя участками:
1. Верхняя часть горной гряды;
2. Склоны горной гряды;
3. Западное и юго-западное подножие;
4. Юго-Западный участок между горной грядой и рекой Бар-Бургазы.[8]

### участок 1
В верхней зоне зафиксировано основное количество рисунков, почти все они приурочены к вертикальному скальному выходу на самом верху холма. Большинство рисунков выполнено точечной техникой, в виде силуэтов, но можно встретить и изображения процарапанные острым предметом по гладкой поверхности. Всего, на небольшой площади зафиксировано более ста изображений различных животных, с преобладанием среди них оленей.
Центральным объектом композиции и всего комплекса является изображение пары оленей, с ярко выраженными признаками пола. Олень-самец более метра в длину, безрогая оленуха не уступает ему размером. Фигура самца выполнена, более тщательно чем фигура самки. Большой размер. форма ветвящихся рогов и другие характерные детали изображения сближают Туру-Алтынские рисунки с фигурами оленей, выполненных в той же стилистической манере на оленных камнях Монголии и Забайкалья. Окружающие главную пару рисунки нанесены линиями из мелких, сливающихся точек, выполнены менее тщательно и появились вокруг главных фигур гораздо позднее.
В верхней части гряды расположено курганов, одиночно или группами, на выровненных участках находятся четыре керексура, рядом с которыми обычно находятся небольшие поминальные кольца и выкладки.

### участок 2
Около 120 курганов расположено на западном склоне гряды, как на ровных уступах, так и на крутых склонах. Локализуются поодиночно и группами. На ровных склонах гряды зафиксировано девять керексуров рядом с которыми располагаются каменные кольца и выкладки. Также на склоне расположены восемь оградок, два каменных ящика и три стелы.

### участок 3
В этой зоне комплекса зафиксировано 18 стел, стоящих отдельно в оградках и без. На участке ближе к степи расположено 23 кургана, также 11 курганов поздней бронзы расположено у северо-западного подножия гряды. Рядом расположены семь могил этнографического времени. У южной оконечности гряды расположена группа из 24 курганов, одной раскопанной тюркской оградки, поминальных колец и нескольких стел в каменных оградках. Могильник расположенный с западной оконечности гряды включает в себя два кургана и керексур, рядом с которым расположены поминальные кольца. Четыре отдельно стоящие стелы расположены ближе к гряде.

### участок 4
В некотором отдалении от гряды на остепенённом участке расположены несколько групп археологических объектов. Такие как раскопанный В.Д Кубаревым пазырыкский могильник, рядом с ним 20 балбалов и несколько десятков поминальных колец и выкладок. Рядом зафиксированы два керексура и скопление из нескольких десятков каменных оградок. В советские годы на этом участке проводились работы по искусственному орошению земель. Была проложенная сеть из специальных каналов и арыков. По обе стороны от большого канала можно проследить линии выложенные из окатанных камней. С северной стороны канала расположено кольцо из восьми валунов, а ближе к подножию гряды расположено пять стел.

## Особенности
Среди прочих петроглифов Алтая данную композицию выделяет факт нанесения рисунков на вертикальную плоскость. Другой особенностью объекта можно считать наличие «амфитеатра», с необычными акустическими возможностями. Отмечено, что даже негромкая речь, произнесённая на вершине горы, многократно переотражаясь от склонов, усиливается и хорошо слышна у подножия. Тщательно вымощенная плитами площадка перед скалой с нанесёнными оленями, стилистическое сходство изображений и техники исполнения с рисунками нанесёнными на оленные камни Монголии позволяет предположить, что Туру-Алтынская наскальная композиция вкупе с ритуальной площадкой перед ней, является жертвенным алтарём, с древнейших времён расположенным на вершине родовой горы.

## Близкие аналогии
В настоящее время похожие по стилю и исполнению рисунки на Алтае можно наблюдать на холме Джалгызтобе, описан крупный валун с нанесённым на него рисунком пары Олень-Оленуха в долине реки Талдура, аналогичные изображения известны в комплексах петроглифов в долинах рек Елангаш, Ирбисту, Чаган и других.
В близлежащем Монгольском Алтае крупные изображения оленей 126 см и 115 см представлены в комплексе Цагаан-Салаа, а также в Хар-Салаа.

## Датировка комплекса
Данные полученные при изучении петроглифов из разных местонахождений Алтая, говорят о том, что время сооружения культовых объектов следует отнести к эпохе бронзы, их интенсивное дальнейшее использование в раннескифское время с последующим и гораздо меньшее в последующие периоды.
Комплекс Туру-Алты по своим конструктивным и стилистическим решениям более похож на объекты монгун-тайгинского типа Тувы, чем на раннескифские керексуры. Не исключено, что данный комплекс был сооружен раньше чем керексуры на реке Юстыт. Изобразительные особенности центральной композиции с оленями, позволяют проводить параллели и искать аналогии в монголо-забайкальском стиле наскальных изображений, относящимся к эпохе бронзы (вторая половина II тыс. до н. э.)
Факт того, что фигуры оленей, выбитые на скалах Алтая и Монголии очень часто бывают вписаны в композиции петроглифов твёрдо относимых исследователями к эпохи бронзы (вторая половина II тыс. до н. э.) позволяет датировать и данное изображение этим временем.

## Галерея

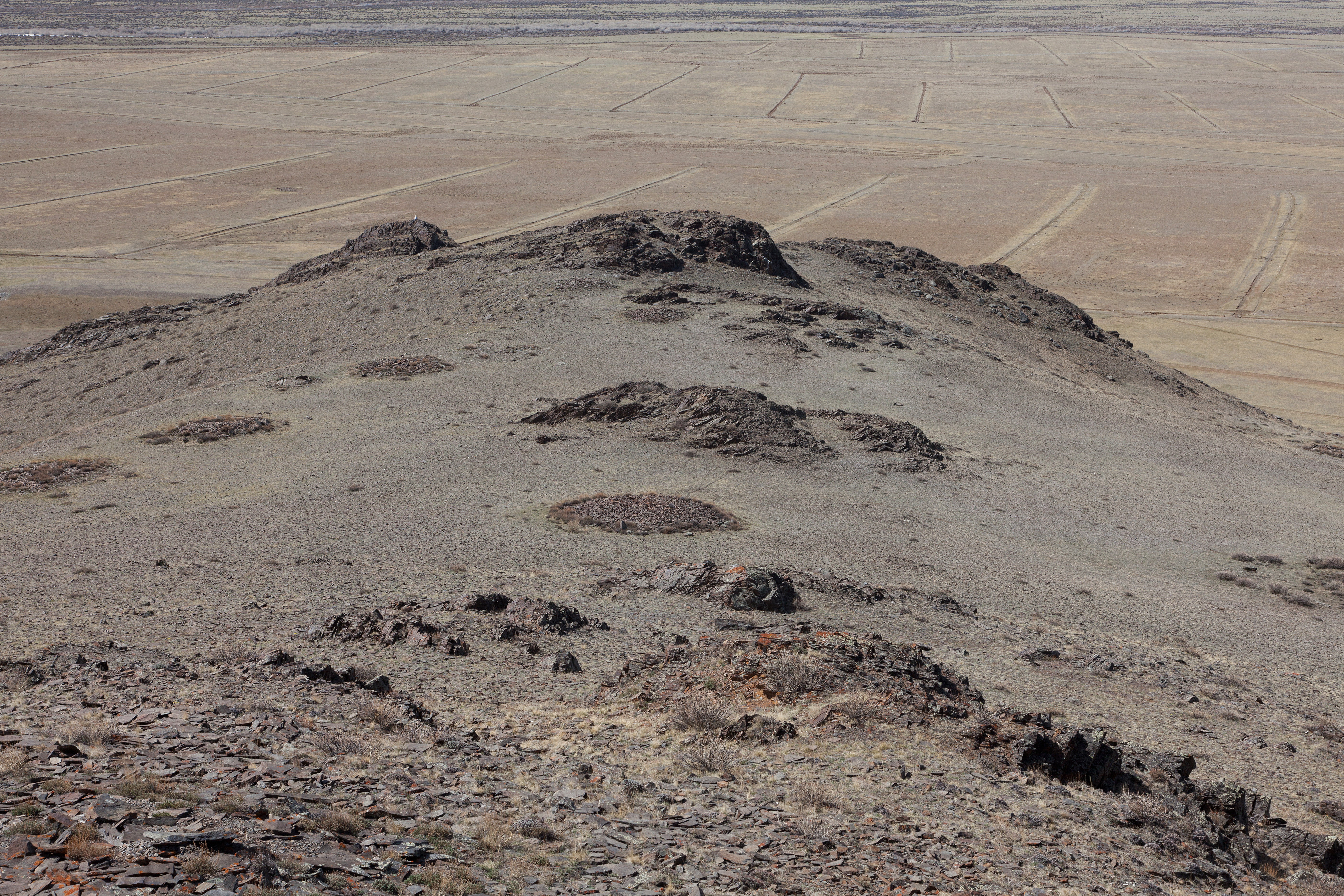
Средняя часть гряды, видны оросительные каналы
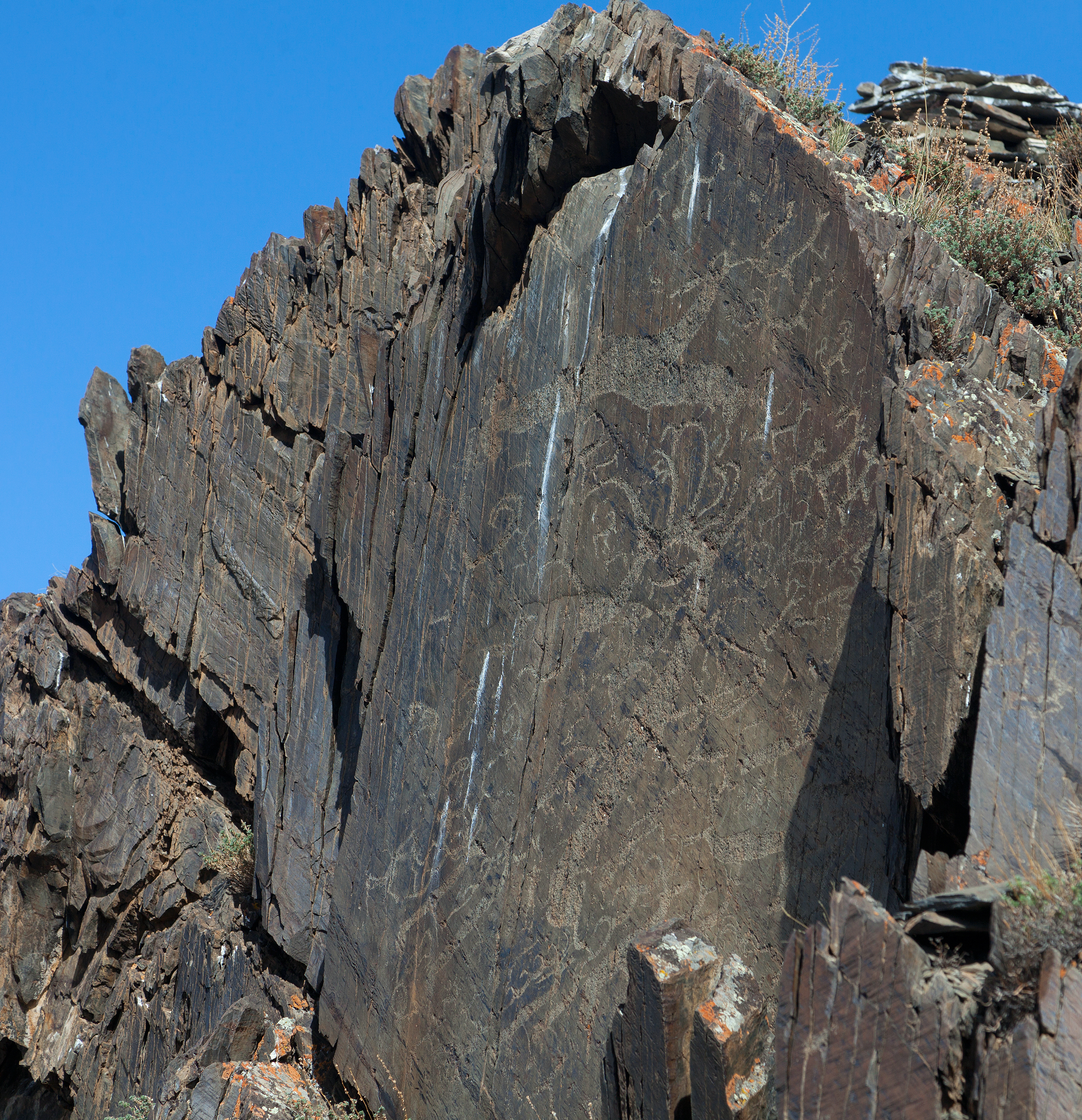
Главный петроглиф
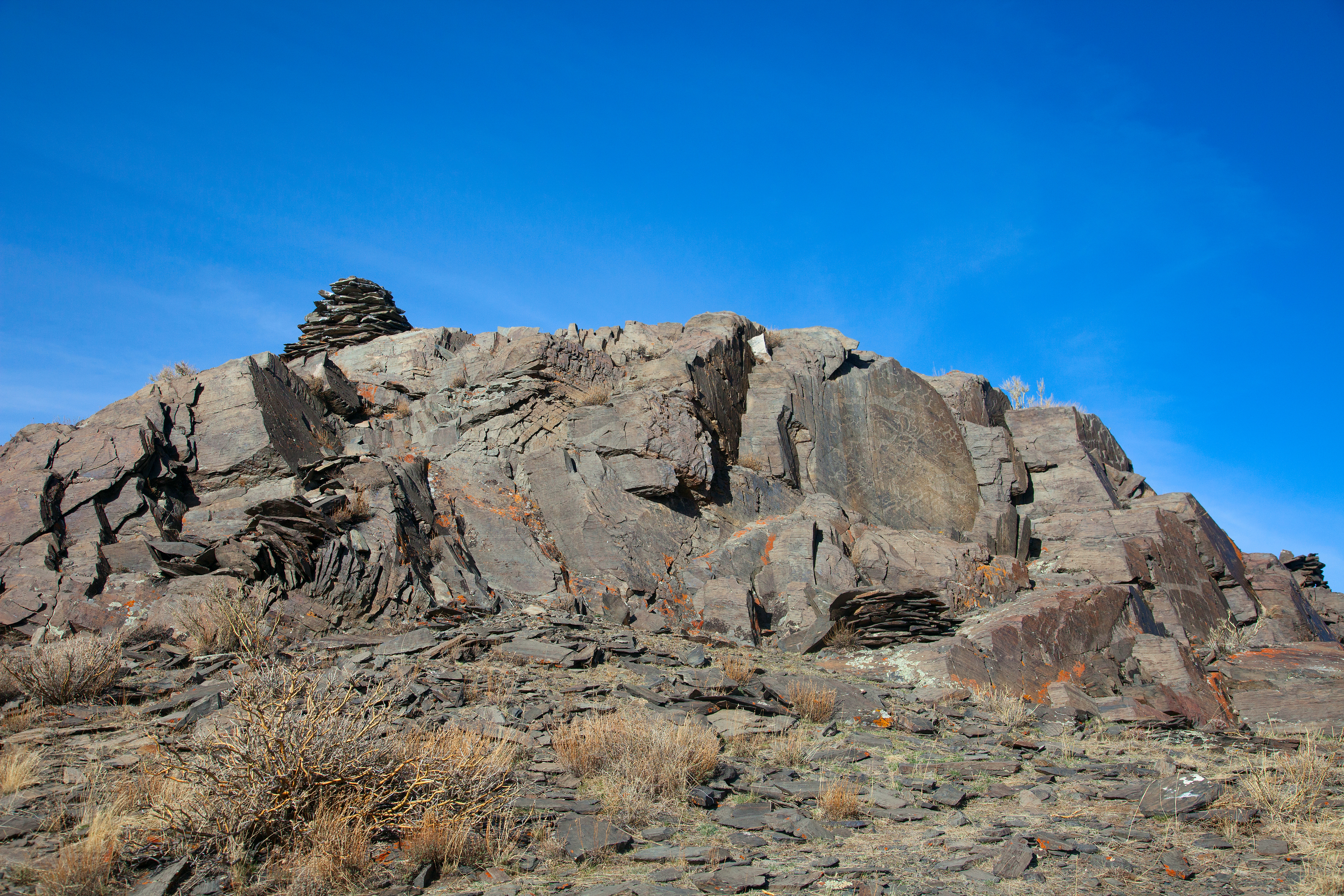
Верхняя часть «главного» холма
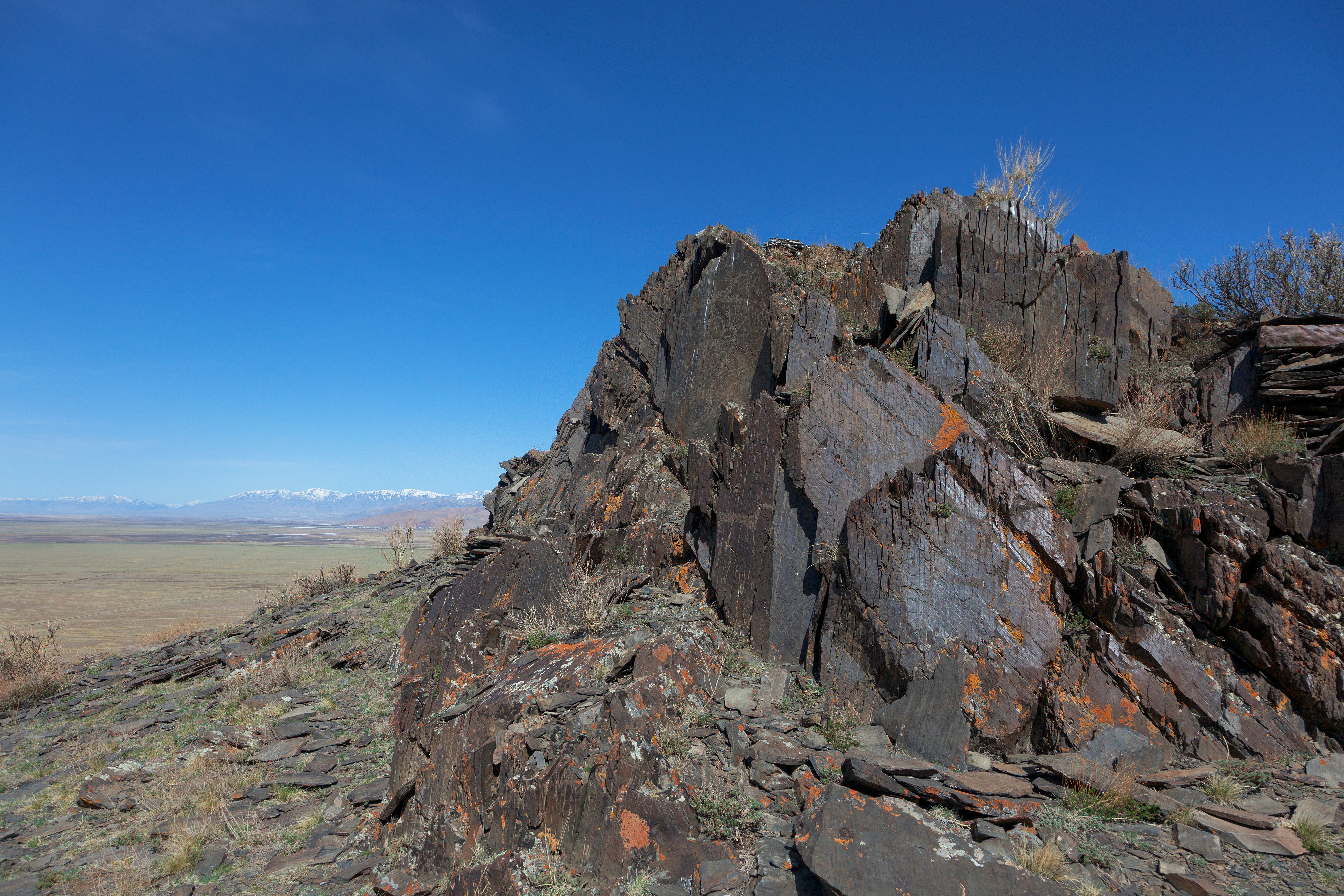
Алтарь
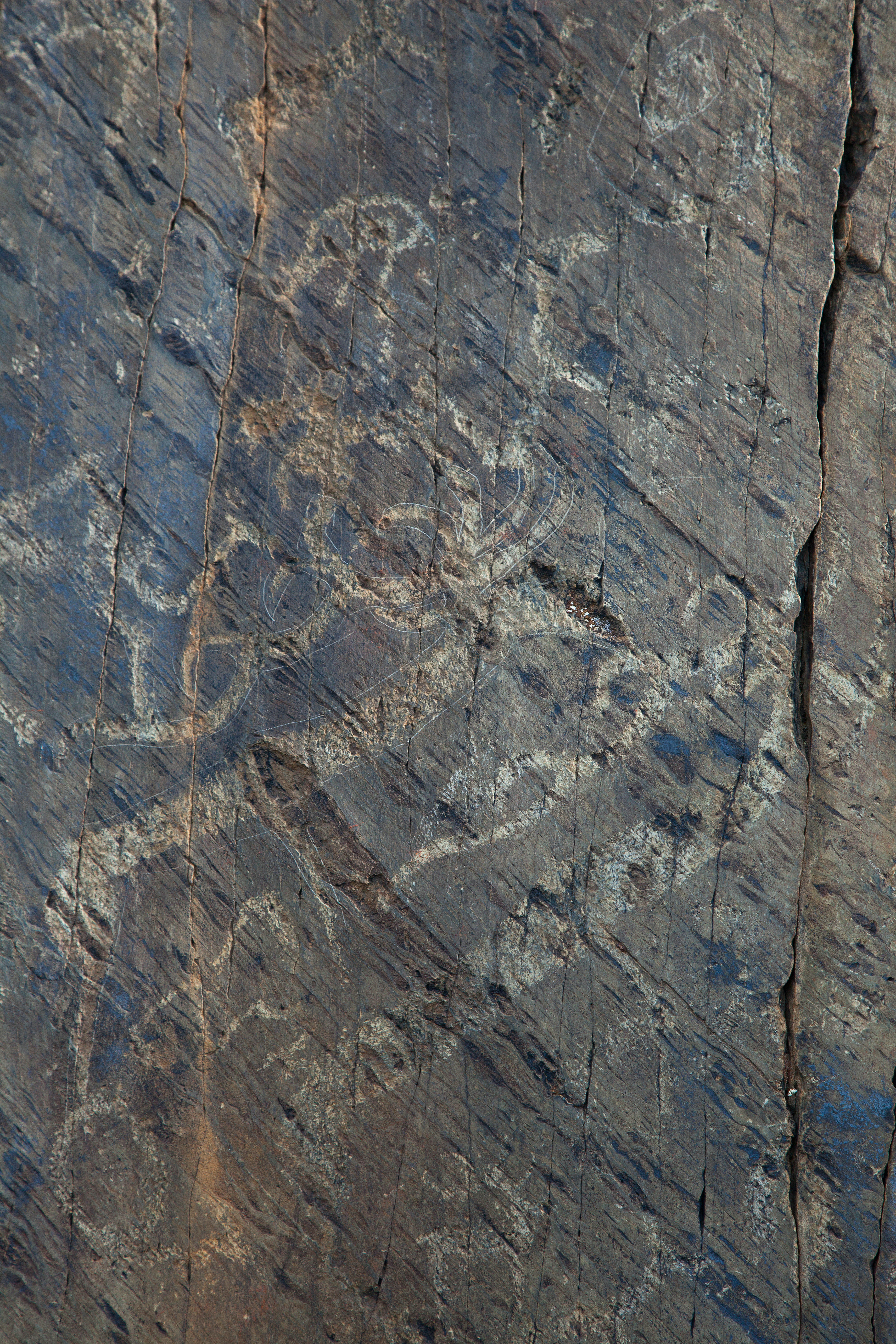
Олени на скале
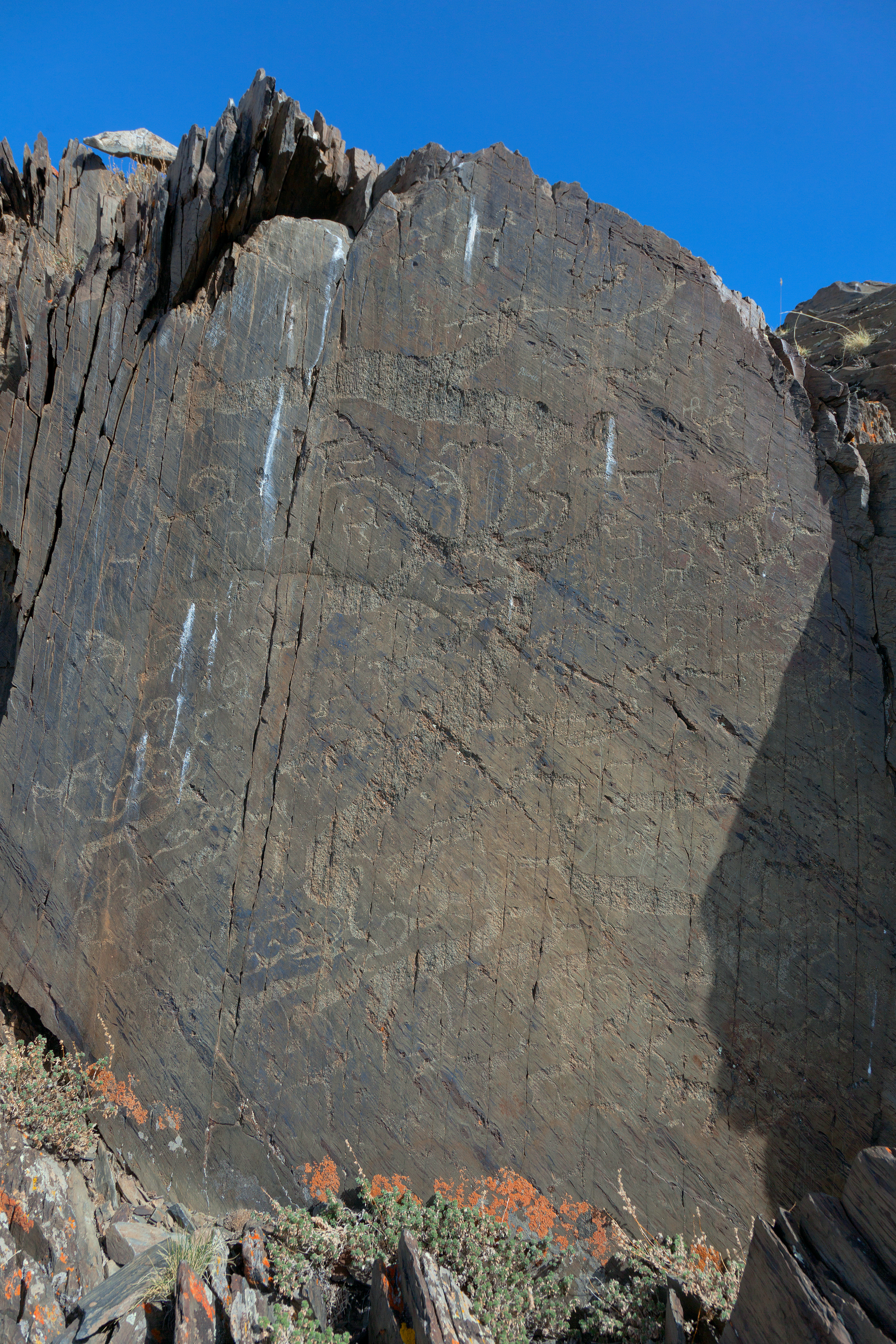
Олени
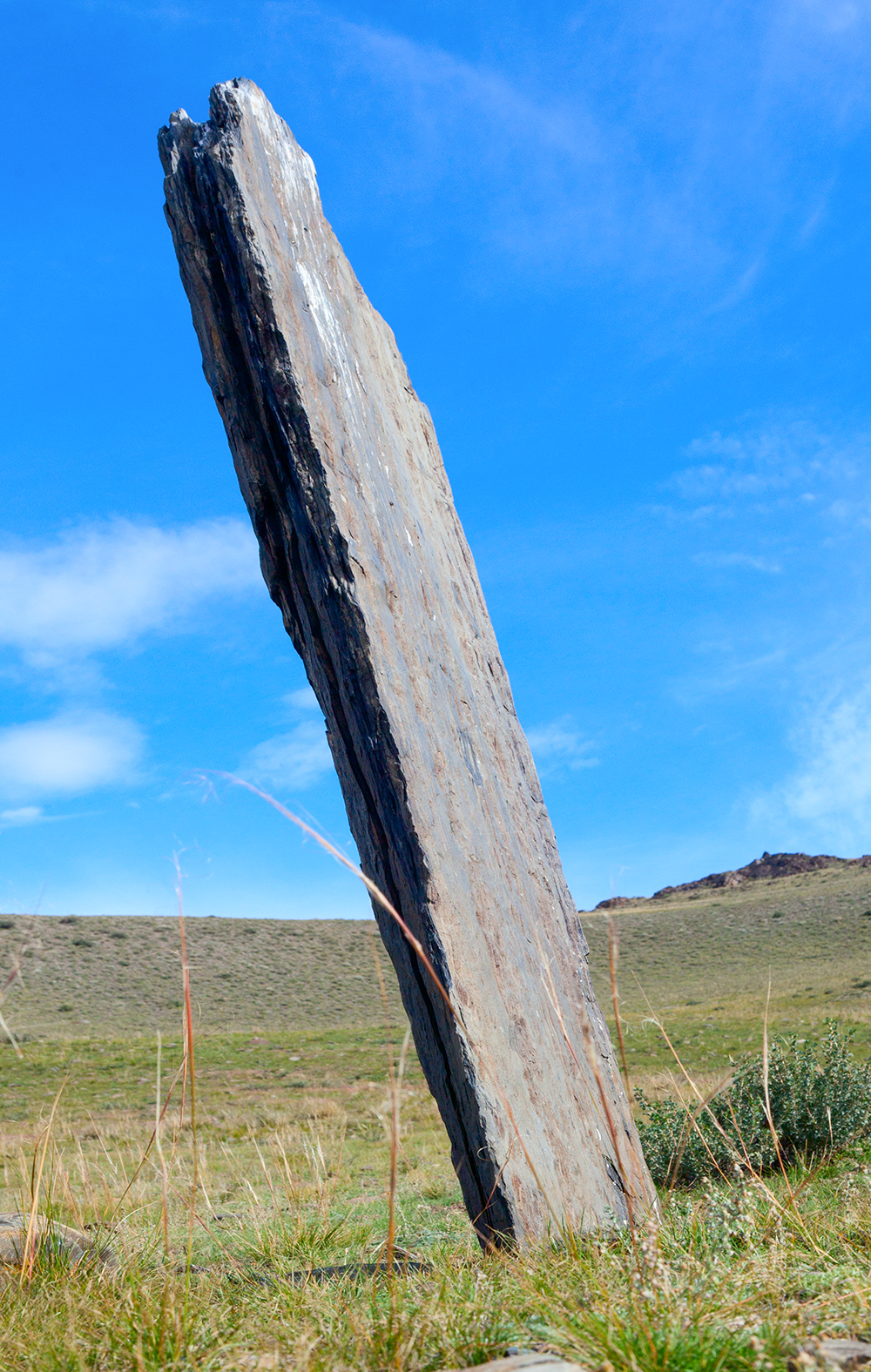
Покосившаяся стела
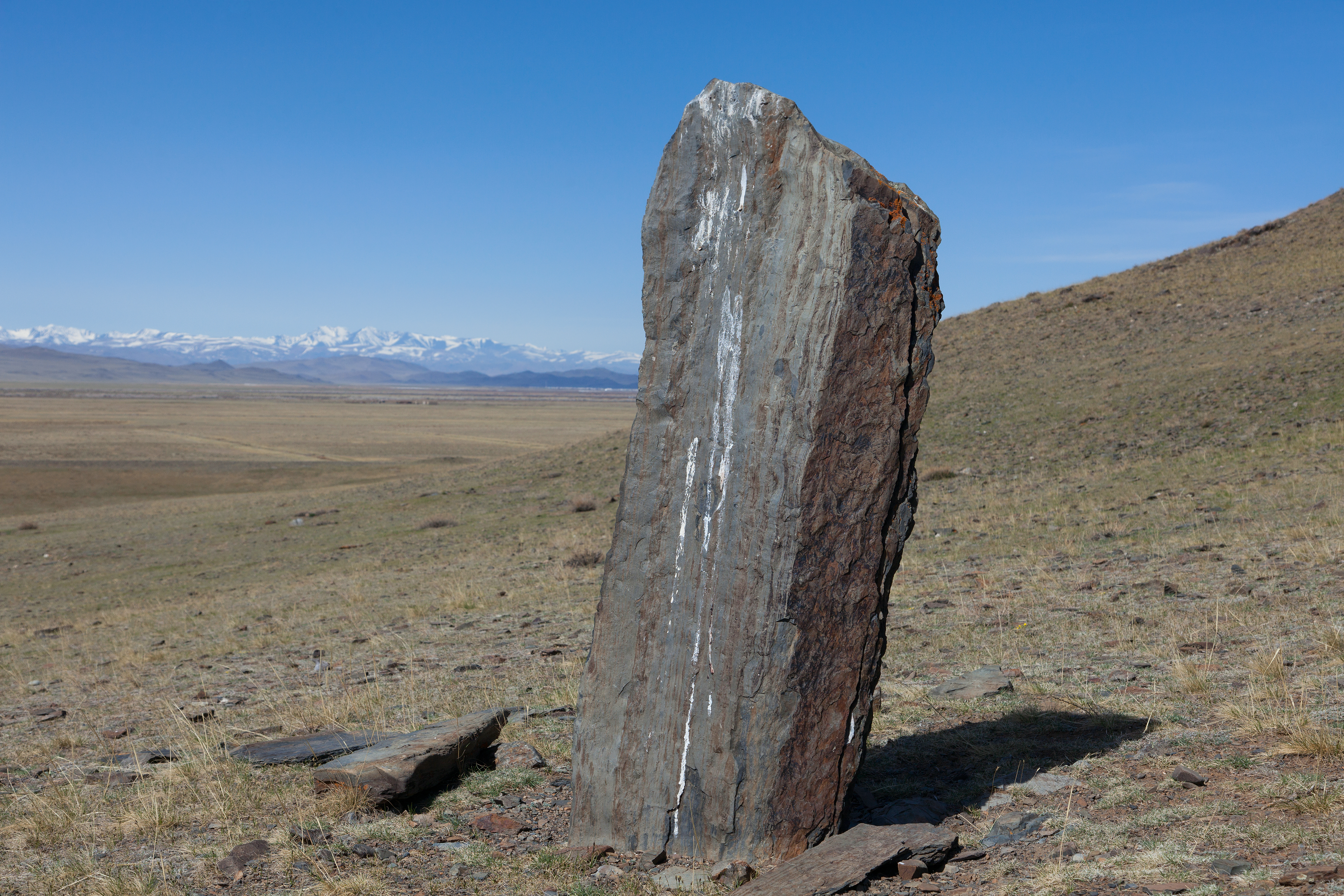
Стела на склоне
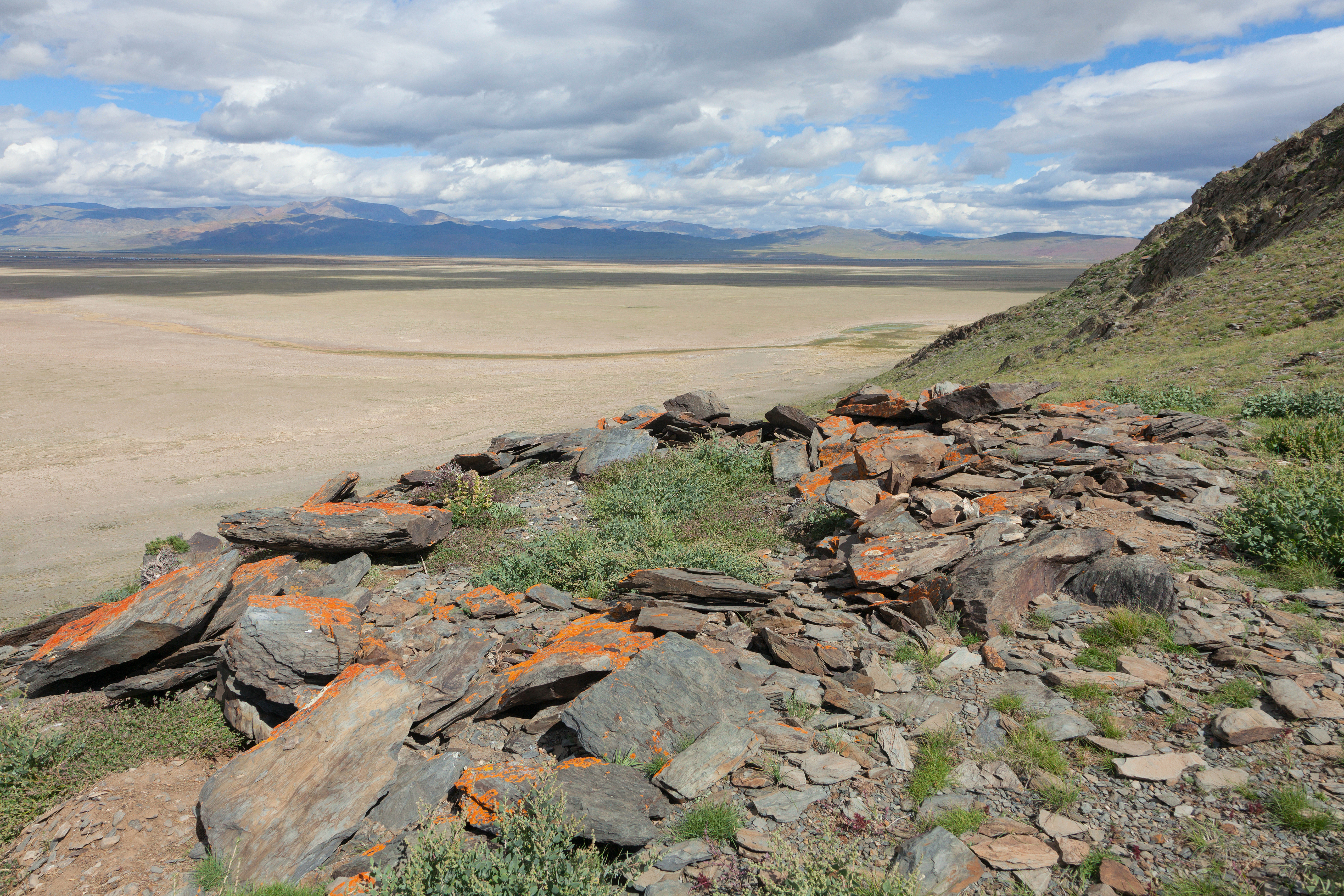
Каменное кольцо на уступе
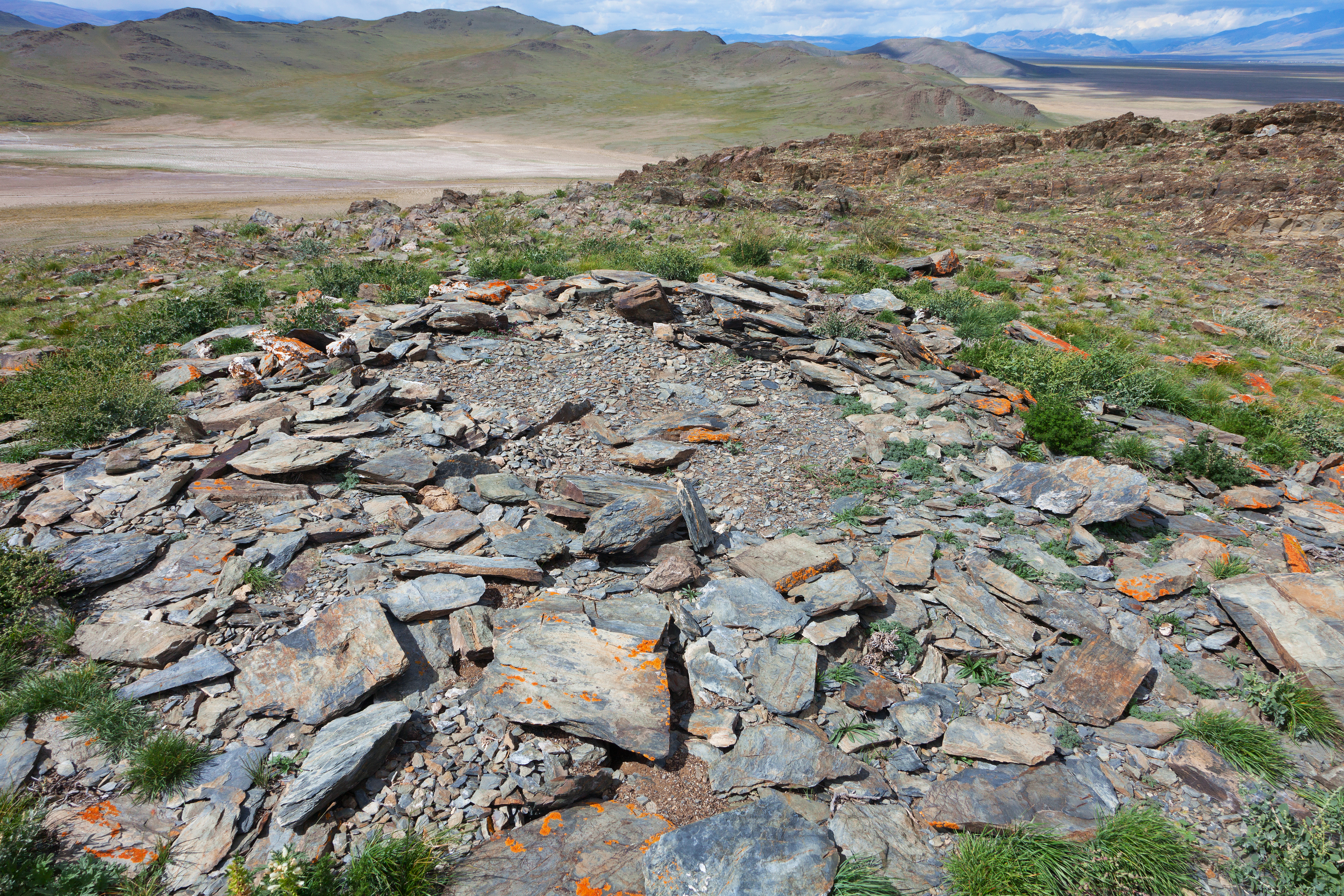
Каменное кольцо на верху гряды
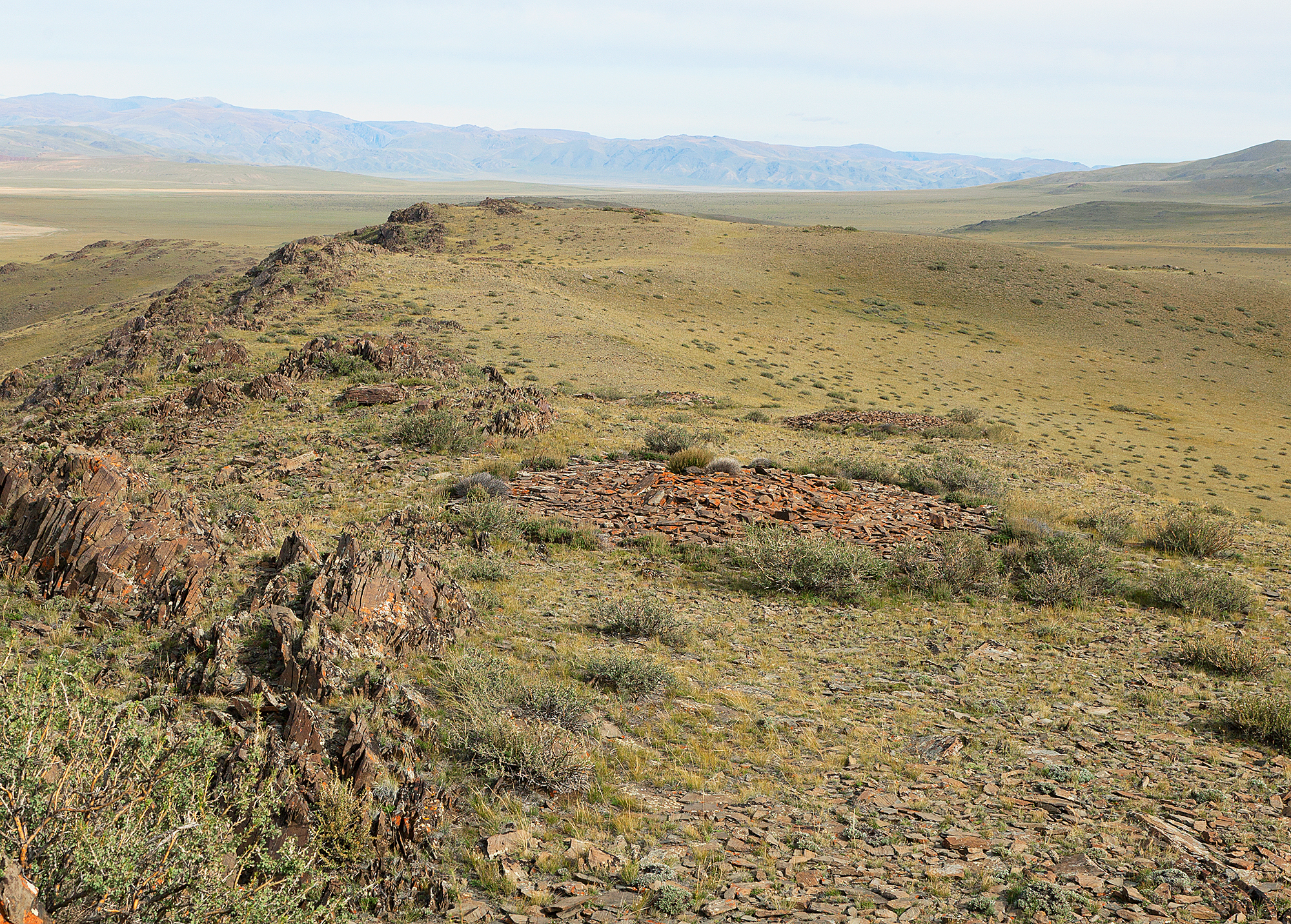
На вершине гряды
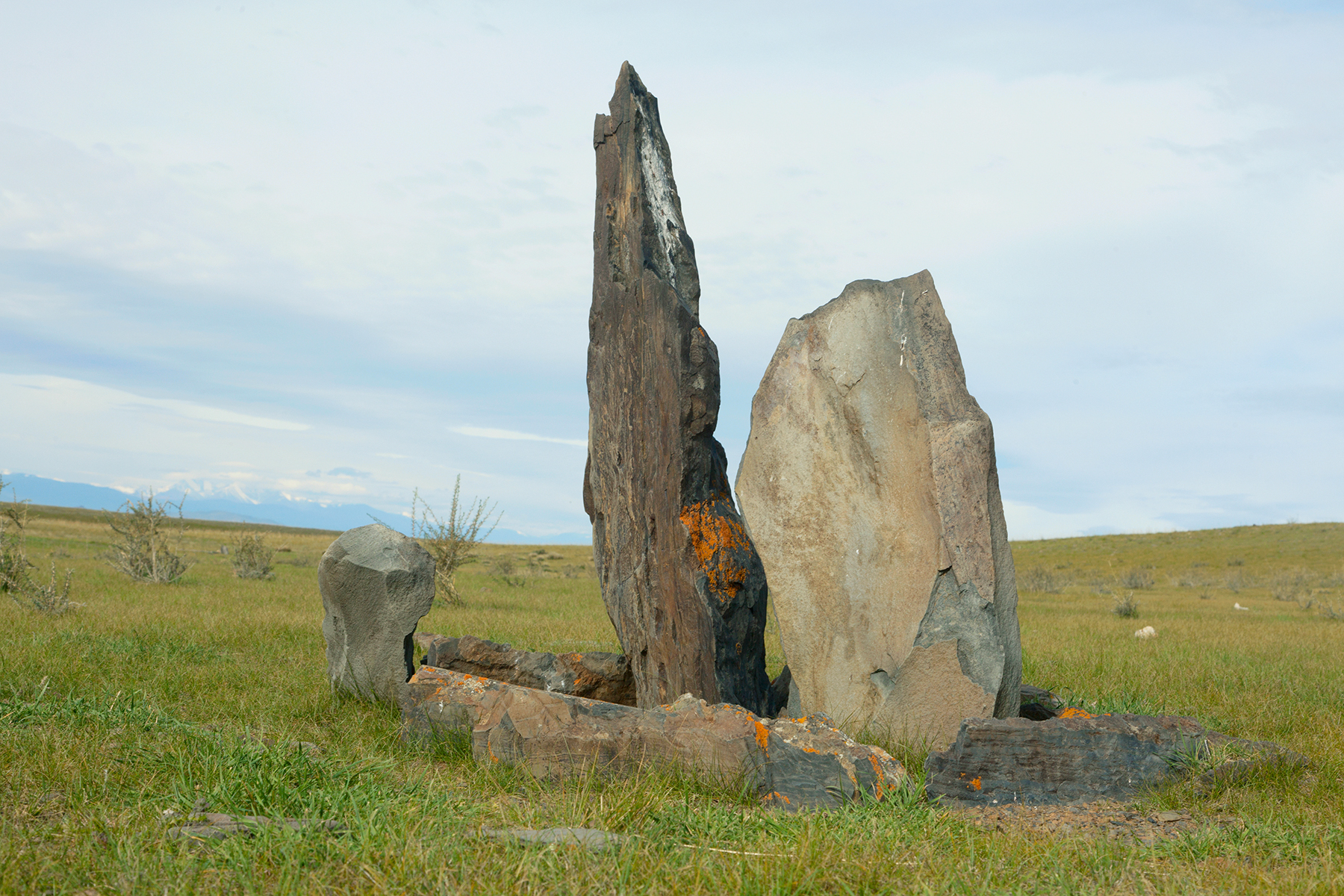
У подножия гряды. Стелы в оградках
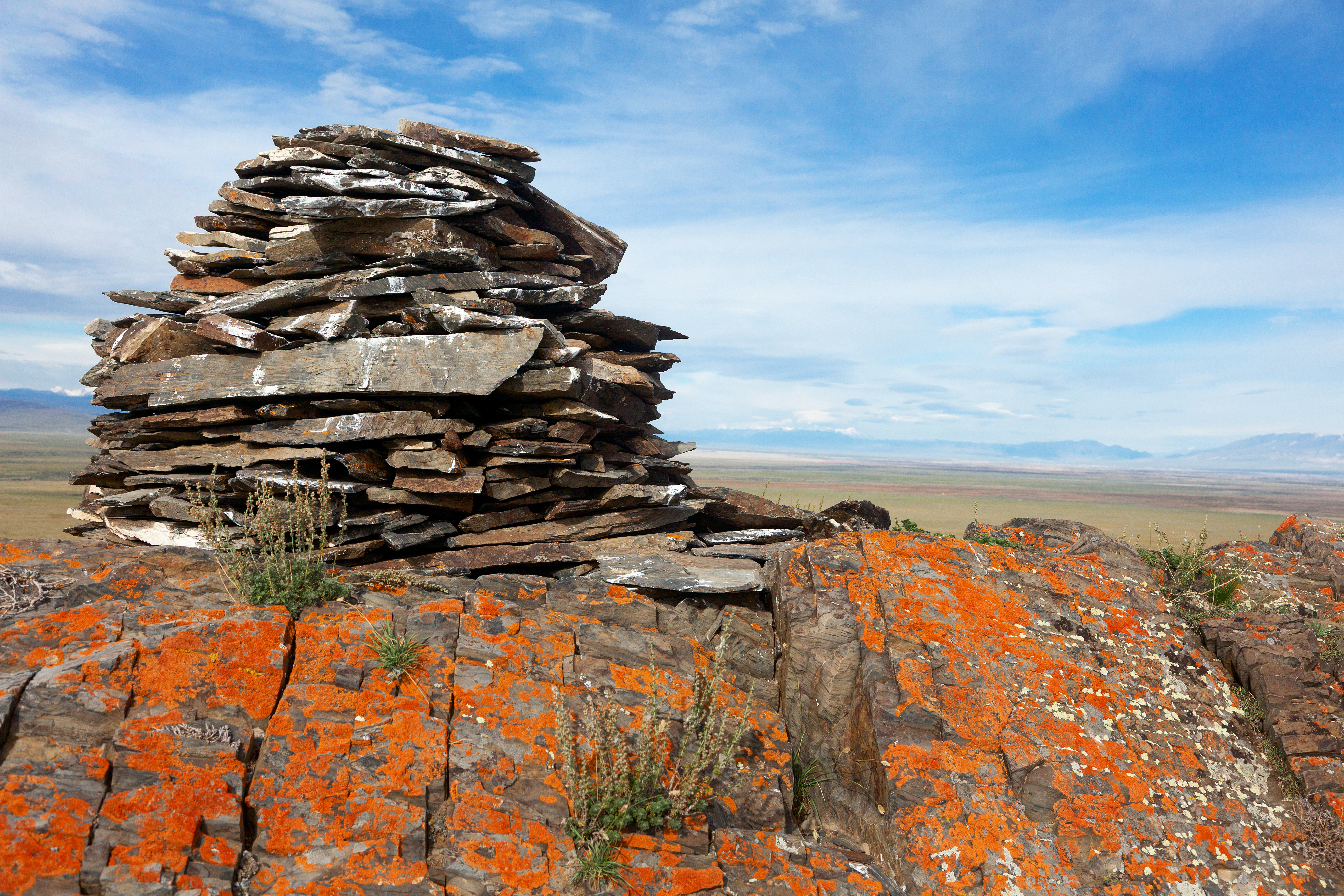
Современный Тагыл на вершине гряды